# Chandigarh
Chandigarh (pan. جنذى كذه, što znači „Utvrda Chandi”) je savezni teritorij Indije koji služi kao glavni grad saveznih država Punjab i Haryana u Indiji, na čijim granicama je smješten. Ime mu potječe od starog hrama Chandi Mandir koji je posvećen hinduističkog božici Chandi, a koji se nalazi blizu grada. 
Chandighar je prvi planirani grad u Indiji poslije ostvarivanja neovisnosti 1947. godine i u svijetu je poznat po svom urbanističkom planu i modernoj arhitekturi koja je djelo slavnih arhitekata (Le Corbusier, Pierre Jeanneret, Jane Drew i Maxwell Fry).

## Povijest
Odmah po podjeli Indije 1947. god. Pandžab je također podijeljen na indijski i pakistanski dio. Dotadašnji glavni grad Pundžaba Lahore je ostao u Pakistanu i u Indiji je odlučeno da se sagradi novi grad koji će biti glavni grad indijskog dijela Pandžaba, Punjaba. Džavaharlal Nehru se osobno založio za projekt izgradnje novoga grada, naglasivši kako bi treba postati simbol indijske vjere u budućnost. God. 1966., jugoistočni dio Punjaba, u kojem se govori hindi, odvojio se u zasebnu indijsku državu Haryanu. Chandighar je bio na granici te dvije države i ostao je njihovim glavnim gradom. Prema sporazumu iz 1985. god. trebao je ostati glavni grad samo Punjaba, a za Haryanu se trebao izgraditi novi glavni grad. No, to do sada još nije sprovedeno u djelo, jer Punjab još nije predao neke distrikte Haryani.

## Znamenitosti
Nekoliko zgrada u Chandigharu je projektirao slavni arhitekt Le Corbusier tijekom 1950-ih. Početni plan grada je napravio američki arhitekt Albert Mayer, koji je radio s poljskim arhitektom Metewom Nowickijem. Poslije smrti Nowickog 1950. god., Le Corbusier je zadržao mnogo od izvornih ideja i njegovih dijelova. Tako grad ima oblik mreže i podijeljen je u područja koja sliče jedan drugome. Svako područje ima dimenzije 800 x 1200 metara, i trebali su biti samodostatni posjedovajući svoju veletrgovinu, otvorenu tržnicu, škole, hramove i dr.
Jedno od neobičnih obilježja Chandighara je „Kameni vrt” koji je Nek Chand Saini gradio 30 godina od otpadnog kamenja, nastalog tijekom izgradnje grada.

## Gospodarstvo
Kako se u gradu nalaze tri vlade, veliki postotak stanovništva grada radi u javnim službama. Većina ostalog stanovništva radi u 15 velikih industrijskih tvrtki (papir, laki metali, legure i strojevi, te odnedavno visoke tehnologije) i u oko 2.500 manjih (hrana, sanitarije, autodijelovi, alati za strojeve, farmacija i električni aparati).
Grad je vodeći u Indiji po visini dohotka po glavi stanovnika od svih indijskih država i teritorija, što ćini 99.262 randa od državnog prosjeka od 70.361 randa (2006. – 07.). Također je prema studiji državne vlade proglašen za najčišći grad u Indiji 2010. god.

## Stanovništvo
Popisom stanovništva u Indiji 2011. godine ustanovljeno je 960.787 stanovnika u gradu, te 1.025.682 u širem gradskom području, što čini gustoću od 8.400 stanovnika na km². Muškarci čine 55%, a žene 45% stanovništva, te na 1000 muškaraca dođe tek 829 žena, što je najniži odnos u zemlji. Pismenost je u prosjeku 86,77%, viši od državnog prosjeka, ali se razlikuje po spolovima, pa je pismenost muškaraca 90,81% a žena 81,88%. 10,8% stanovništva je mlađe od 6 godina

## Galerija
- Vrhovni sud Punjaba i Haryane (Le Corbusier)
- Sabor Chandigarha (Le Corbusier)
- Gandhi Bhavan Punjabskog sveučilišta (Pierre Jeanneret)
- Nacionalni povijesni muzej
- Studentski centar
- Skulpture od otpadne keramike u Kamenom vrtu
- Vrtovi Shanti Kunj
- Zgrada sekretarijata (Le Corbusier)

## Vanjske poveznice
- http://www.mcgm.gov.in/ Službena stranica grada
- Gradska uprava
- Turističke stranice

### Ostali projekti
|  | Zajednički poslužitelj ima još gradiva o temi Chandigarh |